# August von Sobbe
August Ferdinand von Sobbe (* 19. September 1753 in Schildesche; † 15. Februar 1821 in Berlin) war ein preußischer Oberst und letzter Kommandeur des Füsilier-Bataillon Nr. 18.

## Leben

### Herkunft und Familie
August war Angehöriger des westfälischen Adelsgeschlechts Sobbe. Seine Eltern waren der preußische Kriegsrat Karl von Sobbe (1687–1764) und Johanna Margarethe Charlotte Engelbrecht (1713–1764). Der preußische Regierungspräsident in Münster Wilhelm Ludwig von Sobbe (1750–1810), sowie die beiden preußischen Offiziere, Major Clamor Moritz von Sobbe (1744–1799) und Generalmajor Georg Dietrich von Sobbe (1747–1823), welchen 1774 in Preußen der Adel anerkannt wurde, waren seine Brüder. Er selbst blieb unvermählt und hinterließ auch keine Leibeserben.

### Militärdienst
August Ferdinand von Sobbe war ab 1764 Schüler der lateinischen Schule in Halle. Später diente er als Offizier in der preußischen Armee. Am 15. Juni 1800 wurde Sobbe Kommandeur des Füsilier-Bataillon Nr. 18 und blieb in dieser Stellung bis 1806. Sein Bataillon mit Garnison in Wesel gehörte gemeinsam mit den Füsilier-Batilonen Nr. 19 und Nr. 20 zur westfälischen Füsilierbrigade und nahm unter seiner Führung an den Kampfhandlungen bei Jena und Magdeburg teil, bevor es aufgelöst wurde. Sobbe erhielt seinen Abschied mit Pension und starb 1821.